# Un beau matin (court métrage)
Pour les articles homonymes, voir Un beau matin.
Pour plus de détails, voir Fiche technique et Distribution.
Un beau matin est un court métrage français de 12 min réalisé par Serge Avédikian, sorti en 2005.
Coproduit par Arte et La Fabrique, le film est une adaptation de l'ouvrage Matin brun de Franck Pavloff et a été conçu à partir de peintures de Solweig Von Kleist, avec des effets spéciaux au caramel fondu[réf. nécessaire].
Le court-métrage a parcouru le monde dans plus de 40 festivals et il est étudié en France dans le cadre de l'opération Collège au cinéma.